# Neoxysomatium
Neoxysomatium ist eine Gattung der Spulwürmer mit sieben Arten. Sie sind Parasiten bei Amphibien.

## Merkmale
Neoxysomatium-Arten sind Cosmocercinae, bei denen der Uterus der Weibchen mit zahlreichen, normal großen (weniger als 100 µm) Eiern gefüllt ist und die Eierstöcke langgestreckt sind. Im Gegensatz zur ähnlichen Gattung Oxysomatium ist die Kutikula mit acht Längsreihen somatischer Papillen besetzt. Darüber hinaus sind Seitenflügel ausgebildet. Ballesteros-Marquez hatte ursprünglich das Vorhandensein eines Gubernaculums als abgrenzendes Merkmal gewählt, eine Revision der Typus-Art durch Gerhard Hartwich zeigte jedoch, dass dies nicht zutreffend ist.

## Systematik
Das Interim Register of Marine and Nonmarine Genera weist folgende Arten aus:
- Neoxysomatium brevicaudatum Zeder, 1800
- Neoxysomatium caucasicum Sharpilo, 1974
- Neoxysomatium contorta
- Neoxysomatium macintoshii Stewart, 1914
- Neoxysomatium ranae Khanum & Farooq, 1989
- Neoxysomatium sindhensis Khanum & Farooq, 1988